# Kommando Hamburg-Sasel
 (octobre 2024).
Si vous disposez d'ouvrages ou d'articles de référence ou si vous connaissez des sites web de qualité traitant du thème abordé ici, merci de compléter l'article en donnant les références utiles à sa vérifiabilité et en les liant à la section « Notes et références ».
Le Kommando Hamburg-Sasel est une unité de travail forcée extérieure du camp de concentration de Neuengamme, dont les détenues étaient mises à la disposition d'entreprises locales pour la construction de logements de fortune.

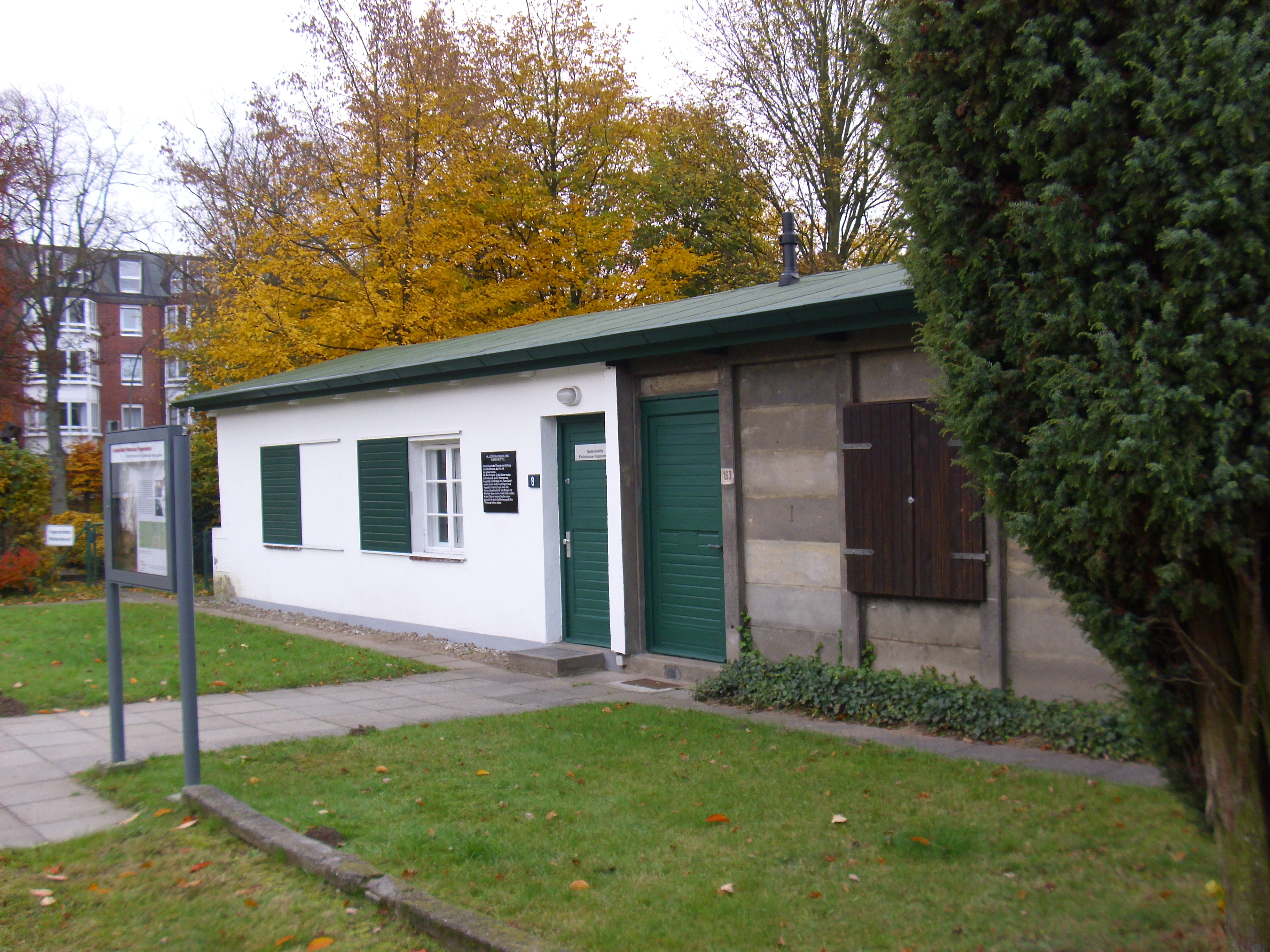
Plattenhaus (maison préfabriquée en panneaux de béton) préservée en souvenir du travail forcé des déportée du Kommando Hamburg-Sasel, dans le quartier de Popenbüttel.

## Constitution
Le 13 septembre 1944, la SS qui administre le camp de Neuengamme met en place un Kommando extérieur de femmes dans un ancien camp de prisonniers de guerre à Sasel, au nord-est d'Hambourg. Y sont détenues cinq cents déportées, Juives polonaises pour la plupart, venues du ghetto Litzmannstadt de Łódź via Auschwitz-Birkenau et le Kommando extérieur Dessauer-Ufer de Neuengamme.
Le Kommando extérieur Hamburg-Sasel est d'abord confié au capitaine Merker, de la Wehrmacht, puis au SS-Oberscharführer Leonhard Stark. Les gardiens sont réquisitionnés parmi les douaniers de la ville de Hambourg.

## Travail forcé

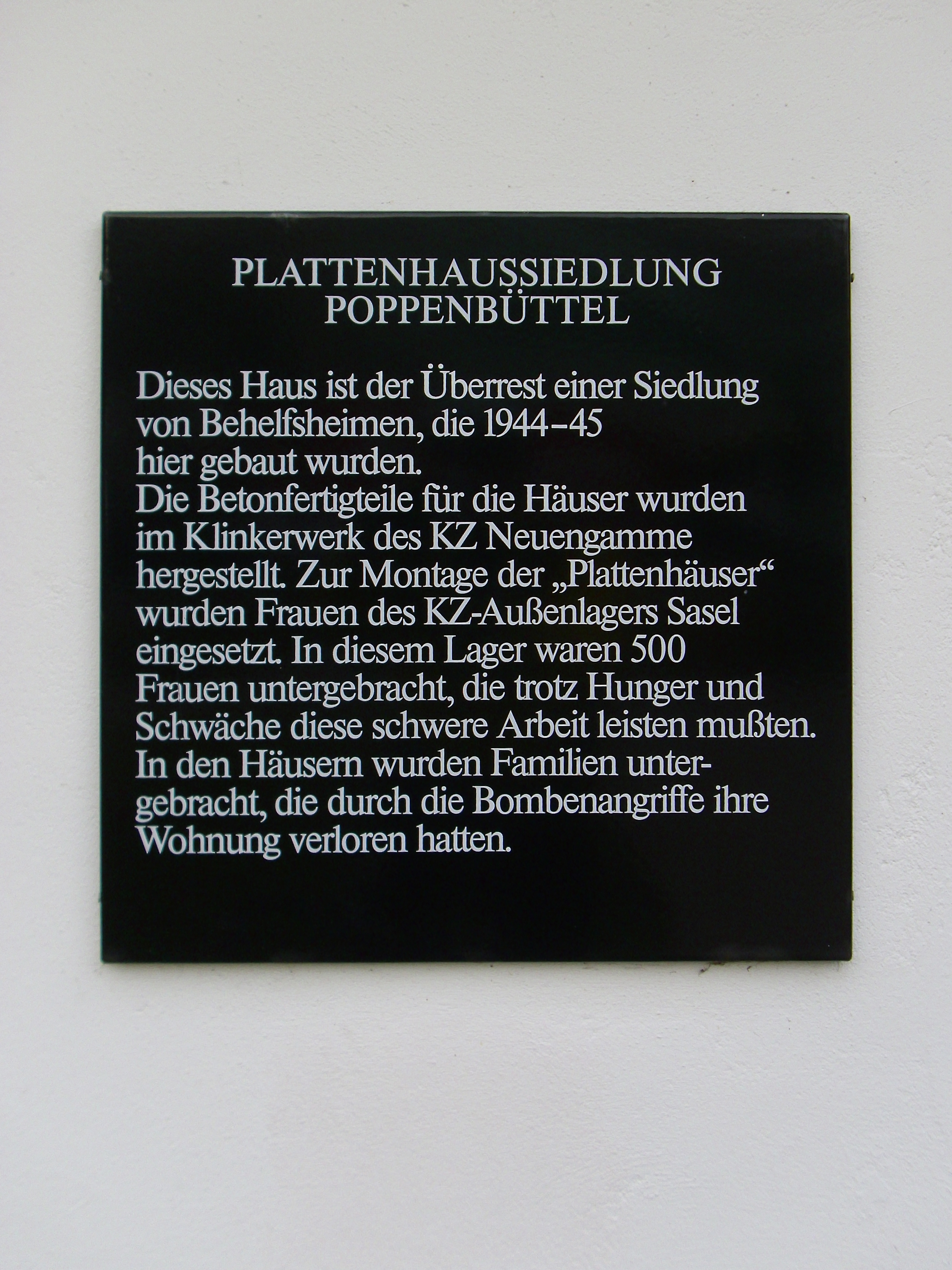
Plaque commémorative sur la plattenhaus rappelant le travail forcé des déportées du Kommando Hamburg-Sasel, à Popenbüttel.

Une partie des déportées est mise à la disposition des entreprises Möller et Wayss & Freytag, pour construire, dans les quartiers de Poppenbüttel et Wandsbek, des habitations de fortune à partir de plaques de béton préfabriquées dans la briqueterie du camp de Neuengamme.
D'autres fabriquent, pour les entreprises Moll et Kowahl & Bruns, des plaques de béton à partir des décombres du quartier Heiligengeistfeld.
D'autres enfin interviennent dans les quartiers Sternschanze, St. Pauli, Altona, dans le port franc et à la station de métro Rübenkamp à Barmbek.

## Évacuation
La SS fait évacuer le Kommando début avril 1945 et transfère les déportées en train vers Bergen-Belsen.
Mais le 21 avril, un nouveau contingent occupe à nouveau Sasel : il s'agit de déportées du Kommando de Helmstedt-Beendorf qui viennent de passer dix jours sans nourriture dans des wagons de marchandises. Douze d'entre elles meurent le jour de leur arrivée à Sasel.
Le 1er mai 1945, la plupart des détenues quittent Hambourg pour la Suède dans un train de la Croix-Rouge.
Les déportées restées à Hambourg sont libérées par des soldats britanniques quelques jours plus tard.
Au moins 35 détenues meurent de faim, de maladies, d’épuisement ou mauvais traitements.

## Mémorial

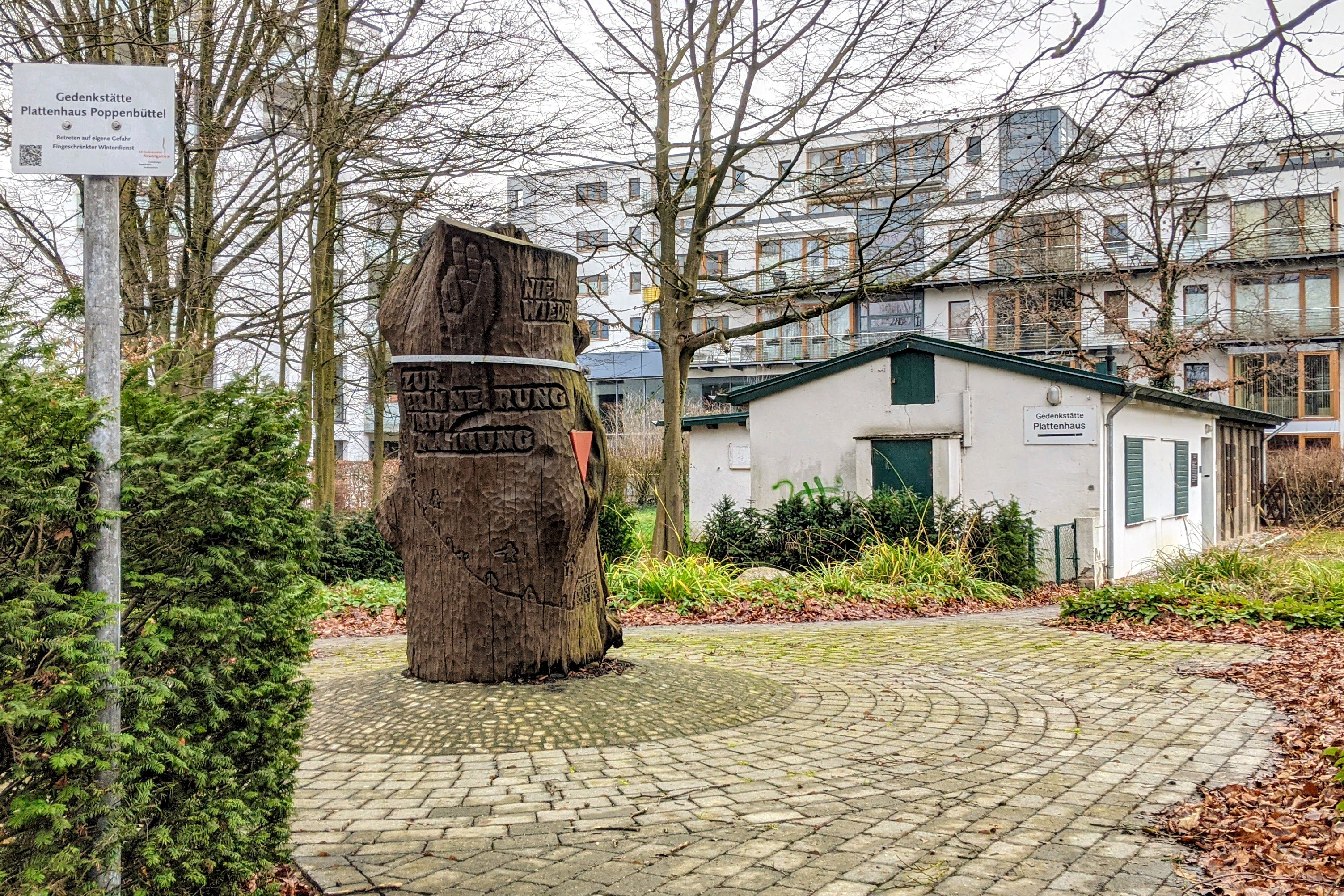
Monument commémoratif à proximité de la plattenhaus de Poppenbütel.

En 1982, un mémorial portant une plaque commémorative a été érigé sur le site du camp (à l'angle de Feldblumenweg et de Petunienweg). Une association locale organise chaque année une cérémonie du souvenir, le 27 janvier.
Une des plattenhaus (maisons en béton préfabriqué) a été conservée et, en 1985, un petit musée et un lieu de mémoire ont été aménagés à cet endroit. Depuis 1989, l'esplanade accueille une sculpture en bois de Franz Vollert, représentant un arbre de paix évoquant le sort des détenues et les horreurs de la Deuxième Guerre mondiale.
Devant l’église de Bergstedt, un groupe de pierres commémoratives, œuvre de l’artiste Axel Peters, a été érigé à la mémoire des victimes du Kommando extérieur de Sasel.